# Hese
Die Hese ist ein linker Nebenfluss des Fischgrabens im Landkreis Rotenburg (Wümme) in Niedersachsen, Deutschland. Ihr Ursprung liegt im Ortsgebiet von Hesedorf (Bremervörde).

## Verlauf
Die Hese entsteht etwa 500 m südlich des Kerngebietes von Hesedorf aus zwei größeren Entwässerungsgräben. Nach einem in einer Kurve nordwärts verlaufenden Verlauf wendet sich der Fluss nach Westen und passiert nach etwa 2 km (in Relation zum Ursprung) eine kleine Straße. Die Mündung in den Fischgraben erfolgt 500 m später, etwa 500 m vor der Mündung der Bever in die Oste.

## Bedeutung
Die Hese ist Namensgebend für den Bremervörder Ortsteil Hesedorf.